# Ivan Zorec
Ivan Zorec, slovenski pisatelj in prevajalec, * 25. julij 1880, Mali Gaber, † 30. julij 1952, Ljubljana.

## Življenjepis
Bil je sin kmečkih staršev očeta Franca in matere Marije (rojena Kozlevčar). Ivan Zorec je najprej od leta 1895 do 1897 obiskoval višjo gimnazijo v Novem mestu, nato pa nadaljeval s šolanjem v Ljubljani, kjer je 1900 maturiral. Leta 1902 je dokončal častniško šolo in se nato zaposlil kot železniški uradnik. Služboval je v Trstu in Ljubljani. Bil je ustanovitelj in dejavni član različnih železničarskih društev. Za potrebe železnice je pisal  priročnike ter oblikoval in urejal železniško terminologijo.

## Literarno delo
Zorec je pričel prozo objavljati šele v zrelih letih, ko je v Ljubljanskem zvonu objavil prve prispevke. V tem obdobju so izšle tudi njegove prve knjižne izdaje: ljubezenska pripoved Zmote in konec gospodične Pavle (1921), in izbirka novel Pomenki (1921) ter zgodovinska povest Zeleni kader (1923), ki opisuje razmere med 1. svetovno vojno v Bosni. Njegova dela so bila deležena mešane kritike. Liberalno usmerjeni kritiki so dela pozitivno ocenili, hvalili so predvsem njegov jezik, katoliški pa so mu zamerili erotične prizore v naturalistični maniri. Naklonjenost slednji si je pridobil po letu 1929, ko je za Mohorjevo družbo začel pisati zgodbe iz domačega okolja in zgodovinske povesti. Temelnji deli tega obdobja sta Domačija na Temenici (1929) in vsebinsko povezana skupina štirih knjig Beli menihi (1932 - 1937). V Tetralogiji obravnava zgodovino stiškega samostana od njegove ustanovitve preko turških vpadov in kmečkih uporov do njegovega razpusta 1784. Leta 1938 so izšli njegovi spomini Iz nižav in težav.
Zorec je bil tudi prevajalec. Prevajal je iz nemščine in srbohrvaščine.